# 052C típusú romboló
A 052C típusú romboló (a NATO kódjelzésén Luyang II) osztályú hajókat gyakran Lanzhou osztályúnak is nevezik. A 052C típusú rombolókat a kínai haditengerészet gyártatta a kínai Jiangnan hajógyárral. A két 052C típusú légvédelmi rakétával ellátott romboló Sanghajban készült. A rombolókat a 052B típusú romboló hajók mintájára építették meg, fő jellemzőjük közé tartozik a APAR-típusú phased-array radarrendszer és a függőleges indítású HQ–9 légvédelmi rakéta, tengerészeti, nagy hatótávolságú légvédelmi rendszerrel rendelkezik. Ez az osztály reprezentálja a kínai flotta első légvédelmi rendszerét. A rombolókat a legjobb védelmi hadihajók között tartják számon. Az osztály első hajóját a 170-es számozású Lanzhou 2004-ben rendelték meg, ezt követte a 2005-ös 171. sorszámozású hajó a Haikou, melyet a szomáliai kalóztámadások miatt rendeltek 2008-ban az Ádeni-öbölbe. A hajók előállítási költsége darabonként 800 millió amerikai dollár.

## Fegyverzet
A rombolóknak van egy helikopter leszállópályájuk és van egy ahhoz tartozó hangáruk a fedélzetükön. Kamov Ka–27 (a NATO a Helix nevet használja) vagy Harbin Z–9C ASW/SAR típusú helikoptereknek alakítottak ki helyet a hadihajón.

## Külső hivatkozások
- Kínai katonai védelem ma (Sinodefense), az oldalon a 052C romboló
- Kínai katonai védelem ma (Sinodefense) az oldalon a YJ-62